# Melodi Grand Prix Junior 2005
Il Melodi Grand Prix Junior 2005 è stata la quarta edizione del concorso canoro riservato ai bambini e ragazzi dagli 8 ai 15 anni. La vincitrice di questa edizione, Malin Reitan, ha rappresentato la Norvegia nell'edizione 2005 del JESC concludendo al 3º posto.

## Il programma
NRK ha ricevuto più di 600 voci per la competizione e una giuria ne ha selezionate dieci per partecipare alle finali di Oslo sabato 28 maggio 2005. Tra i partecipanti c'erano tre gruppi, due duetti e cinque artisti solisti. C'era una varietà di generi, tra cui ska, hip hop e pop. I temi erano anche molti, amicizia, bullismo e amore.
I conduttori del programma erano Nadia Hasnaoui e Stian Barsnes-Simonsen. Jorun Stiansen e Wig Wam invece intrattenevano durante la pausa pre-voto. La vincitrice di questa edizione, è Malin Reitan, con la canzone Sommer og skolefri ("Estate e senza scuola").

## Risultati
| N° | Artista       | Brano                 | Risultato |
| -- | ------------- | --------------------- | --------- |
| 1  | 4 You         | «Dans, data og dumle» | Finalista |
| 2  | Lil'P         | «Hiphop selvbiografi» | Eliminato |
| 3  | Charlie       | «Kjendiser»           | Eliminato |
| 4  | Karoline      | «Står i regnet»       | Eliminato |
| 5  | Maskerte barn | «Bygda mi»            | Eliminato |
| 6  | Rikke & Malin | «Det e teit»          | Eliminato |
| 7  | New Justice   | «Skola e en slum»     | Finalista |
| 8  | Malin         | «Sommer og skolefri»  | Finalista |
| 9  | Silje         | «Mobba»               | Eliminato |
| 10 | Friends       | «Sammen»              | Finalista |

### Finale
| N° | Artista     | Brano                 | Posizione | Punti  |
| -- | ----------- | --------------------- | --------- | ------ |
| 1  | 4 You       | «Dans, data og dumle» | 4         | 15.276 |
| 7  | New Justice | «Skola e en slum»     | 2         | 26.360 |
| 8  | Malin       | «Sommer og skolefri»  | 1         | 43.201 |
| 10 | Friends     | «Sammen»              | 3         | 15.458 |

## Eventi post MGP

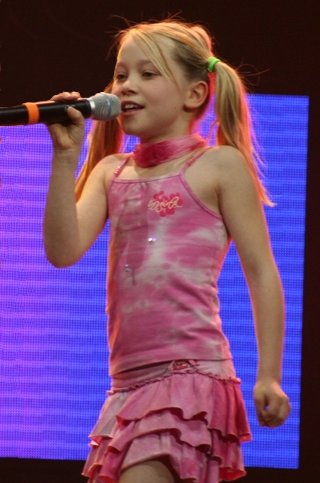
Malin Reitan mentre canta al JESC 2005.

Malin Reitan ha ottenuto un grande successo dopo la partecipazione alle due competizioni. Ha pubblicato cinque album diventati successivamente oro e platino. Ha anche vinto il premio Spellemann nella classe bambini 2009 come la più giovane. Successivamente ha pubblicato l'album insieme alla vincitrice del Melodi Grand Prix Junior 2007 Celine Helgemo. Nel 2012, Malin Reitan ha partecipato al Melodi Grand Prix con la canzone "Crush"

### Album e ritiro della Norvegia dal JESC
NRK ha pubblicato le canzoni dell'evento sull'album Melodi Grand Prix Junior 2005. L'album raggiunge il 1º posto nel VG-List ed è stata la prima volta che un album MGPjr è arrivato in cima alla classifica
Questa è stata la terza e ultima volta che la Norvegia ha partecipato al Junior Eurovision Song Contest (JESC). L'anno seguente, Norvegia, Svezia e Danimarca si sono ritirari dalla competizione e hanno giustificato la decisione secondo cui la competizione avrebbe messo sotto pressione i bambini partecipanti.Continuano comunque dal 2006 a partecipare al MGP Nordic nel 2006 e la svezia partecipa al JESC fino al 2014, usando come emittenti televisive TV4 prima e SVT poi.

### Altri eventi
Peder Losnegård, che ha cantato "Hip hop autobiography", in seguito ha fatto una grande carriera musicale in Norvegia sotto l'etichetta di artisti LidoLido e Lido.